# Embalse kärnkraftverk
Embalse kärnkraftverk (spanska: Central Nuclear Embalse) är ett av Argentinas två kärnkraftverk. Det ligger på södra kusten av Río Tercero, nära staden Embalse, Córdoba (argentinsk provins), 110 km sydväst om Córdoba.
Reaktorn är en CANDU-reaktor av PHWR-typ. Den använder naturligt uran med tungt vatten som kylmedel och moderator. Det har en termisk effekt på 2 109 MWth och en elektrisk effekt på 648 MWe , vilket ger ca 4,5% av elproduktionen i Argentina (2005).
Bygget startade den 1 april 1974, reaktorn togs i kommersiell drift den 20 januari 1984.
Den 31 december 2015 stängdes kraftverket för att genomgå en större renovering och uppgradering. Reaktorn togs åter i drift den 4 januari 2019. Det har nu en elektrisk effekt på 683 MWe.